# Szent arkangyalok fatemplom (Olcs)
Az olcsi Szent arkangyalok fatemplom műemlékké nyilvánított épület Romániában, Hunyad megyében. A romániai műemlékek jegyzékében a  HD-II-m-A-03374 sorszámon szerepel.